# Марија Долина
Марија Ивановна Долина (укр. Марія Іванівна Доліна, рус. Мария Ивановна Долина; 18. децембар 1922 — 3. март 2010) је била совјетски пилот, као и заменик и вршилац дужности команданта 125. гардијског понирућег бомбардерског пука "Марина М. Раскова" "Борисов". Током Другог светског рата борила се углавном у саставу 1. балтичког фронта. 18. августа 1945. године проглашена је за хероја Совјетског Савеза.

## Биографија

### Детињство и младост
Долина је рођена у селу Шаровка, у дистрикту Полтава, у Омској области, у Сибиру, у породици украјинског сељака, као најстарија од десеторо деце. Након што је њен отац изгубио ногу у Руском грађанском рату, Марија и њена породица су се 1934. године вратили у Украјину. 
Због тога што је њен отац био инвалид, Долина је морала да се брине о породици, због чега је напустила школу и почела да ради у фабрици. Упркос противљењу своје мајке, Марија се пријавила за обуку у летачком клубу парамилитарне организације Осовјаким, да би 1940. године дипломирала на Кершонској школи летења, а затим је наставила обуку у војној летачкој школи у Енгелсу. Пре немачке инвазије 22. јуна 1941. године, радила је као инструктор летења у летачком клубу у Дњепропетровску и Миколаиву.

### Други светски рат
У јулу 1941. године ступила је у војну службу. Првобитно је летела на авиону за везу, двокрилцу Поликарпов По-2, одржавајући везу између пешадијских јединица. Касније је постала члан посаде двомоторног бомбардера средњег домета Петљаков Пе-2, у 587. понирућем бомбардерском пуку.
Долина, која је себе описала као "импулсивну и претерано нестрпљиву", упркос томе постала је један од најбољих пилота у својој јединици, која је у току рата награђена за заслуге у борби, почасним називом "гардијска" и преименована је у 125. гардијски понирући бомбардерски пут "М. М. Раскова" "Борисов".
Дана 2. јуна 1943. године Долинин авион је погођен изнад Кубана непријатељском ватром са земље, пре него што је стигао до своје мете, због чега је један мотор отказао, а авион се запалио. Њена ловачка пратња се удаљила гонећи непријатељске ловце, али је Долина ипак наставила сама да лети у оштећеном авиону и извршила је бомбардерски задатак. На повратку, њен авион без ловачке заштите напало је шест немачких ловаца, 2 Фв-190 и четири Ме-109. У борби која је уследила, њена посада оборила је један Фв-190 и један Ме-109. Долина је успела да изврши принудно слетање на трбух, након чега се њен авион запалио. Стрелац, који је био рањен у ногу, успео је да из авиона у пламену извуче Долину и њеног навигатора Галину Џинковскају. Приликом принудног слетања Долина је повредила кичму због чега је следећих месец дана провела у болници на лечењу.
Свеукупно Долина је обавила 72 мисије бомбардујући непријатељска складишта муниције, утврђене тачке, тенкове, артиљерију, железничке и водне путеве и пружајући подршку совјетским трупама на земљи. Током своје летачке каријере постигла је три ваздушне победе и избацила је 45 t бомби на непријатељске положаје.

### После рата
После рата Долина је наставила службу у Совјетском ратном ваздухопловству као заменик команданта бомбардерског пука. Живела је у граду Шијаулиај (данас у Литванији), а затим у Риги (данас у Летонији), где је радила за Централни комитет Комунистичке партије Летоније, све до 1975. године. Удавала се два пута и то за бивше авио механичаре Совјетског ратног ваздухопловства. Након смрти њеног првог мужа 1977. године удала се за саборца из њеног некадашњег пука. Долина је од 1983. године, па све до своје смрти живела у Кијеву, у Украјини.
На педесету годишњицу завршетка Другог светског рата Долину је украјински председник Леонид Кучма унапредио у чин мајора, а градоначелник Кијева Леонид Косакивски доделио јој је звање почасног грађанина града Кијева, док је једна школа у Кијеву понела њено име.
2009. године учествовала у победничкој паради која је одржана на Дан победе 9. маја, у Кијеву.
Марија Долина умрла је 3. марта 2010. године у Кијеву, у 87 години живота.

## Одликовања и награде
|  | Херој Совјетског Савеза (18. август 1945)                          |
|  | Орден Лењина                                                       |
|  | Орден Црвене заставе, два пута                                     |
|  | Орден Патриотског рата, I класе                                    |
|  | Медаља за храброст                                                 |
|  | Медаља "За одбрану Стаљинграда"                                    |
|  | Медаља "За одбрану Кавказа"                                        |
|  | Медаља "За победу над Немачком у Великом отаџбинском рату 1941-45" |

## Даље штиво
- Прыжок из пламени. (В небе фронтовом; М., 1971). (језик: руски)